# Kirkja
Kirkja ( danois : Kirke    ) est un village de l'île de Fugloy, îles Féroé. Il est situé à la pointe sud de l'île, et ses terres s'étendent sur tout le côté ouest de l'île, y compris une petite enclave dans le Skarðsvík, désormais inhabitée . à cet endroit, les archéologues ont localisé une ancienne colonie qui n'était probablement qu'une colonie à temps partiel utilisée par des gens de «Kirkja» ou de Hattarvik . 

## Transport
Kirkja est l'un des deux villages de l'île de Fugloy qui sont reliés à la fois par la route construite dans les années 1980 et par le ferry qui relie Kirkja et Hattarvík à Hvannasund sur la plus grande île de Viðoy, et au cours des deux dernières décennies, l'île peut également accessible par hélicoptère depuis l'aéroport national de Vágar, la capitale nationale de Tórshavn ou la capitale régionale Klaksvík . 
Kirkja signifie église et Fugloy signifie île aux oiseaux en féroïen. De là, il y a une vue sur le son Fugloyarfjørður vers les caps de Svínoy et aussi vers le cap le plus au nord des îles Féroé, Enniberg on Viðoy '- l'une des plus hautes falaises du monde - et l'isthme arrondi de Viðareiði qui a été un favori motif pour les peintres féroïens et étrangers tout au long du siècle dernier en raison de son coucher de soleil extrêmement beau. Kirkja offre ainsi des panoramas aux îles Féroé, ce qui en fait une attraction touristique. 

## Climat
La région a un climat océanique subpolaire (Cfc) et le temps est complètement doux par rapport à d'autres régions de la même latitude, à savoir Yakutsk en Russie ou Yellowknife au Canada.